# Leorda (gmina)
Leorda – gmina w Rumunii, w okręgu Botoszany. Obejmuje miejscowości Belcea, Costinești, Dolina, Leorda i Mitoc. W 2011 roku liczyła 2181 mieszkańców.